# Comté de Wise (Virginie)
Pour les articles homonymes, voir Wise et Comté de Wise.
Le comté de Wise est un comté de Virginie, aux États-Unis. Le comté a été formé en 1856 à partir des comtés de Lee, Scott et Russell et nommé en l’honneur de Henry A. Wise, qui était le gouverneur de Virginie à l’époque.

## Geolocalisation
| Comté de Letcher | Comté de Pike  | Comté de Dickenson |
| Comté de Harlan  | Comté de Wise  | Comté de Russell   |
| Comté de Lee     | Comté de Scott |                    |

Dickenson County – northeast
Russell County – east
Scott County – south
Lee County – southwest
Harlan County, Kentucky – west
Norton, Virginia – enclaved within the county

## Source
- (en) Cet article est partiellement ou en totalité issu de l’article de Wikipédia en anglais intitulé « Wise County, Virginia » (voir la liste des auteurs).